# Oberreintalschrofen
Oberreintalschrofen – masyw w paśmie Wettersteingebirge, w Alpach Bawarskich. Leży na granicy między Austrią (Tyrol), a Niemcami (Bawaria). Na szczyt można dostać się dwiema drogami: z południa z Wangalm (1751 m) , lub z północy z Oberreintalhütte (1532 m).